# Camden and Amboy Railroad
Die Camden and Amboy Railroad (C&A) war die erste Eisenbahngesellschaft im US-Bundesstaat New Jersey. Die Gesellschaft war die älteste Vorläufergesellschaft der späteren Pennsylvania Railroad und Eigentümerin der ältesten erhaltenen Dampflokomotive der Vereinigten Staaten, der John Bull.

## Geschichte

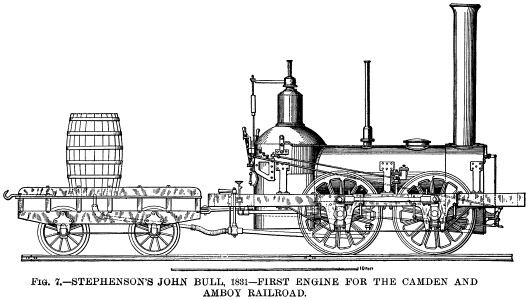
John Bull, erste Dampflok der C&A

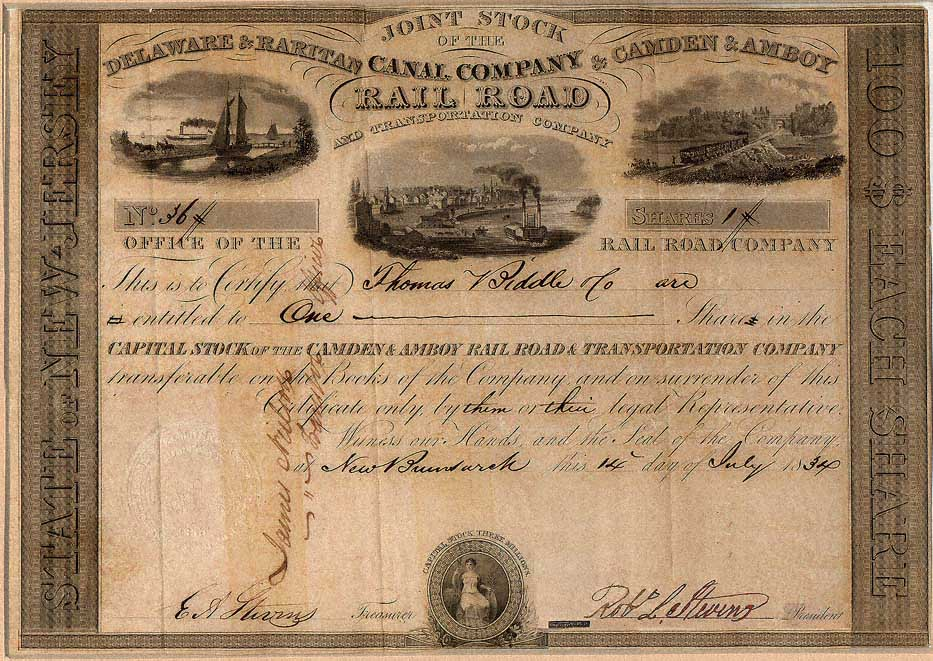
Aktie der Camden and Amboy Railroad von 1834

Die Gesellschaft wurde am 2. Februar 1830 gegründet. Erster Präsident wurde Robert Livingston Stevens. Gleichzeitig wurde durch das Parlament von New Jersey der Bildung der Kanalgesellschaft Delaware & Raritan Canal zugestimmt, um keinen der konkurrierenden Verkehrsträger zu bevorteilen. Aber bereits im folgenden Jahr erfolgte ein De-facto-Zusammenschluss der beiden Unternehmen. Man besaß einen gemeinsamen Vorstand, und auch die Aktienanteile wurden zusammengelegt. Zuerst plante man die Bahnstrecke als Pferdebahn. Im November 1831 begann man jedoch mit der Testbetrieb der aus England importierten Dampflokomotive John Bull.
Die Gesellschaft begann schon frühzeitig die Politik zu ihren Gunsten zu beeinflussen. So erreichte man im Tausch gegen 1000 Aktien, dass der Bundesstaat ein Gesetz verabschiedete, das den Bau einer Bahnstrecke im Abstand von 3 Meilen zur C&A-Strecke für die nächsten neun Jahre verbot. Mit dem Protection Act vom 2. März 1832 wurde das Transportmonopol auf der Relation New York City – Philadelphia durch New Jersey festgeschrieben. Am 16. März 1854 wurden die Rechte bis zum 1. Januar 1869 fortgeschrieben. Diese Entwicklung führte dazu, dass New Jersey als Camden and Amboy State bezeichnet wurde. Auch der Erwerb beziehungsweise die Kontrolle eines Großteils von Strecken der Region bestärkte diesen Trend.

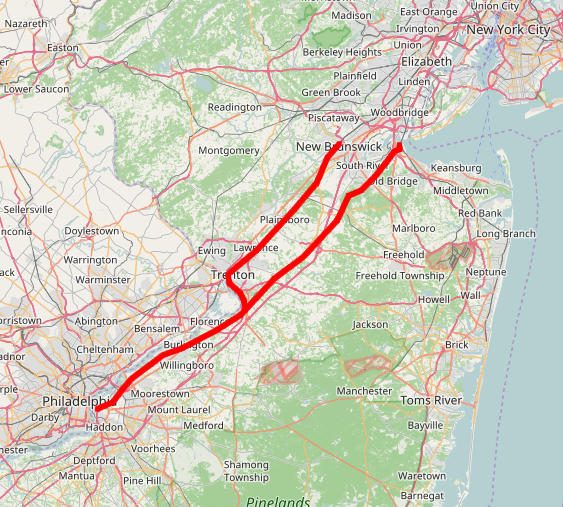
Streckennetz der C&A

Am 20. Oktober 1832 begann der Betrieb auf der Strecke zwischen Bordentown und Hightsdown. Bis zum 17. Dezember war auch die Strecke bis South Amboy fertiggestellt. Damit konnte erstmals eine Schienenverbindung zwischen zwei Metropolen (Philadelphia und New York) angeboten werden. Dabei erfolgte jeweils von Bordentown nach Philadelphia und von South Amboy die Inanspruchnahme von Dampfschiffen. Der Güterverkehr wurde am 24. Januar 1833 aufgenommen. Der reguläre Betrieb mit Dampflokomotiven begann am 9. September 1833. Am 19. Dezember 1834 wurde die Strecke bis Camden fertiggestellt. Die Strecke umfasste nunmehr 98,6 km.
Am 8. November 1833 ereignete sich auf der Strecke der erste Unfall eines Personenzuges in den Vereinigten Staaten. Ursache war eine gebrochene Achse.
Eine 50 km lange Nebenstrecke wurde 1837 bis Trenton und am 1. Januar 1839 weiter bis New Brunswick (New Jersey) in Betrieb genommen. Dabei wurde, entsprechend der Konzession vom Dezember 1831, weitgehend entlang des Delaware & Raritan Canales gebaut. In zwischen Millstone Junction und New Brunswick wurde eine Streckenabschnitt der New Jersey Railroad mitbenutzt. Diese erhielt dafür 1/6 der Einnahmen für den durchgehenden Zugverkehr zwischen Philadelphia und New York City, obwohl die Strecke der NJRR ein Drittel ausmachte. Mit dem Bau dieser Strecke konnte die Fahrzeit zwischen den beiden Städten von 6 h und 50 Minuten (über South Amboy) auf 5 h und 30 Minuten verkürzt werden.
Wie es sich jedoch zeigte, war der Baugrund entlang des Kanals für eine Bahnstrecke ungeeignet. Man entschloss sich deshalb die Strecke zwischen Trenton und Princeton neu zu trassieren. Die Bauarbeiten begannen im Oktober 1862 und wurden im November 1863 fertiggestellt. Es war unter anderem der Bau eines Tunnels unter dem D&R Kanal notwendig. Bereits im September 1864 erhielt die Strecke ein zweites Gleis, die alte Strecke wurde noch bis 1865 für südwärts fahrende Güterzüge sowie lokale Personenzüge genutzt. Am 29. Mai 1865 eröffnete man die Princeton Branch die Princeton mit der neuen Strecke verband. In der Folge wurde der Verkehr auf der alten Strecke eingestellt und diese bis September 1865 abgebaut.
Mit Betriebsaufnahme am 1. September 1862 der Raritan and Delaware Bay Railroad und der Camden and Atlantic Railroad sowie der im Juli 1869 eröffneten Newark and New York Railroad erhielt die Camden & Amboy langsam Konkurrenz auf ihrer Städte-Verbindung. Das Monopol wurde jedoch erst durch die Fertigstellung der National Railway am 1. Mai 1876 beendet.
Am 1. Februar 1867 schloss sich die Gesellschaft mit der New Jersey Railroad und dem Delaware and Raritan Canal (D&R) zur United New Jersey Railroad and Canal Companies zusammen. Am 1. Dezember 1871 erfolgte die Übernahme dieser Gesellschaft durch die Pennsylvania Railroad in Form eines Pachtvertrages über 999 Jahre. Zum 18. Mai 1872 wurden die drei Gesellschaften in das Unternehmen die United New Jersey Railroad and Canal Company (UNJ) verschmolzen. Die frühere Hauptstrecke der C&A wurde zur Amboy Division und die Nebenstrecke wurde Teil der New York Division der Pennsylvania Railroad.

## Tochtergesellschaften und kontrollierte Unternehmen
Die konkurrierende „Philadelphia and Trenton Railroad“ kam Ende 1835/Anfang 1836 durch einen Aktientausch unter die Kontrolle der C&A und der D&R. Die „Burlington and Mount Holly Railroad“ die eine Verbindung zwischen den namensgebenden Orte herstellte, wurde ab der Eröffnung 1849 durch die Camden & Amboy kontrolliert. Die zwischen 1851 und 1855 erbaute „Belvidere Delaware Railroad“ (BDRR) zwischen Trenton und Belvidere wurde ebenfalls kontrolliert, ab dem 1. Januar 1867 wurde die Strecke von der UNJ gepachtet. Auch die Strecke der 1853 eröffneten „Freehold and Jamesburg Agricultural Railroad“ (F&J) zwischen Jamesburg und Freehold stand unter Aufsicht der C&A.
1866 wurde eine Verbindungsstrecke von Momouth Junction an der C&A Nebenstrecke Trenton-New Brunswick nach Jamesburg eröffnet, die am 29. Juli 1874 an die UNJ überging. Am 16. Juli 1879 wurde die F&J an die UNJ verpachtet. Die „Rocky Hill Railroad and Transportation Company“ eröffnete 1864 eine Strecke zwischen Kingston (New Jersey) und Rock Hill. Die Strecke wurde am 22. November 1869 von der C&A gepachtet und am 1. Juni 1870 wurde der Betrieb übernommen.
Die „Camden and Burlington County Railroad“ welche eine Strecke zwischen Camden und Mount Holly errichtet wurde 1867 eröffnet und wurde ebenfalls von der Camden and Amboy kontrolliert. Im folgenden Jahr wurde die Strecke wie die benachbarte „Vincentown Branch of Burlington County Railroad“ gepachtet. Im selben Jahr erfolgte die Eröffnung der „Pemberton and Hightstown Railroad“ zwischen Pemberton und Hightstown die von der C&A gepachtet und betrieben wurden. 1869 wurde die gepachtete „Mount Holly, Lumberton and Medford Railroad“ eröffnet.
Die C&A gilt – unter der damaligen Führung von Robert Field Stockton und Edwin A. Stevens – als eines der frühen Beispiele der Ausnutzung von Privilegien und den Ausbau einer Monopolstellung zu Lasten der Reisenden und Frachtversender sowie die damit verbundene Schädigung des Gemeinwohls. Um die Aufdeckung hat sich vor allem Henry C. Carey verdient gemacht, zu einer Anklage kam es jedoch nie, da die entscheidenden Dokumente vorher vernichtet wurden.

## Strecken heute
Der Abschnitt zwischen Trenton und New Brunswick ist Teil der Hochgeschwindigkeitsstrecke des Acela Express im Northeast Corridor. Ein Teil der Strecken wird von Conrail Inc. der gemeinsamen Betriebsgesellschaft von Norfolk Southern Railway und CSX Transportation, betrieben. Zwischen Trenton und Camden bietet NJ Transit eine Nahverkehrsverbindung names River Line mit Dieseltriebwagen vom Typ Stadler GTW an die täglich von ca. 9000 Passagieren genutzt wird.